# كنستانتين (كورنوال)
كنستانتين (بالإنجليزية: Constantine, Cornwall)‏ هي قرية و أبرشية مدنية تقع في المملكة المتحدة في كورنوال. يقدر عدد سكانها بـ 1,789 نسمة .